# لصقات النيكوتين

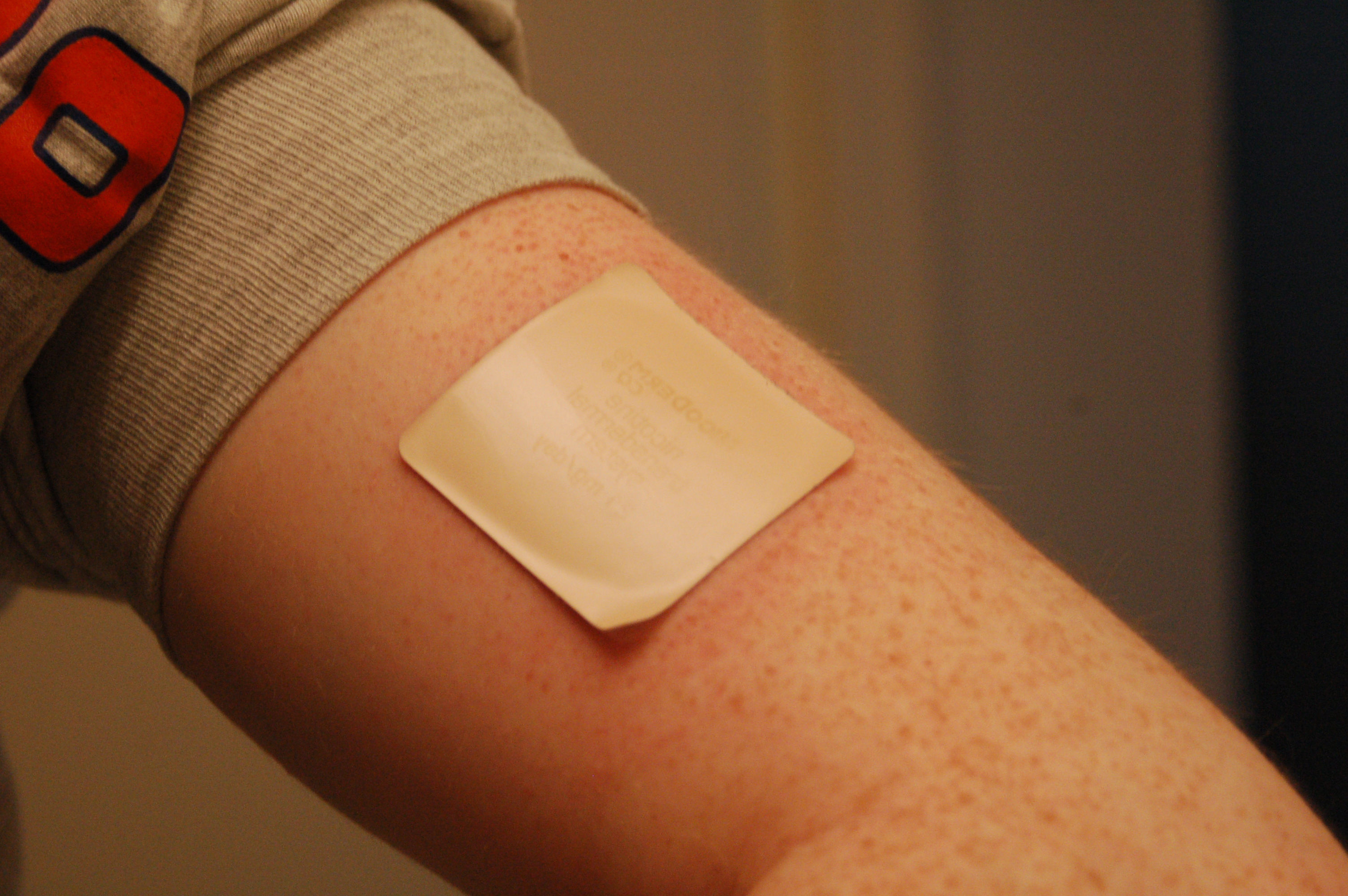
لصقة النيكوتين

لصقات النيكوتين (بالإنجليزية: nicotine patch)‏ هي لصقة تستخدم لانتاج ونشر النيكوتين في الجسم عن طريق الجلد. فهي تعمل كبديل جيد ومساعد للعلاج من النيكوتين،(بالإنجليزية: NRT=Nicotine Replacement Therapy)‏ والإقلاع عن التدخين.

## الاستخدامات الطبية
أظهرت أحدث الدراسات الطبية كفاءة استخدام لصقات النيكوتين للإقلاع عن التدخين حيث أنها تعادل ضعف كفاءة العلاج الوهمي. حيث أن العلاج الوهمي نجح بنسبة 5,8% مقارنة مع الدراسات الأخرى كالدراسات العمياء أو ما تسمى (Blind active test) بنسبة 7,2% ونسبة 10,0% للدراسات المفتوحة.

## تاريخ ابتكار لصقات النيكوتين
أول دراسة أجريت على فعالية لصقات النيكوتين من خلال الجلد على الإنسان سنه عام 1984، على يد كلا من الدكاترة الصيدليون والأطباء جيد أي روز، ميوراي أي جارفك ودانيال روز. وتبعه النشر على يد الدكتور روز وآخرون، من نتائج دراسة أجريت على المدخنين أثبتو فيها فعالية اللصقات الجلدية في خفض الرغبة في تناول السجائر. قدم الدكتور الصيدلي فرانك براءة اختراع في الولايات المتحدة في 23 يناير 1985، وصدر الاختراع في 1 يوليو 1986، بعد ذلك قامت جامعة كاليفورنيا في قبول طلب البراءة المتنافسة بعد مايقرب ثلاث سنوات على تقديم فرانك وقد تم ذلك في 19 فبراير 1988، ولقد صدر قرار براءة الاختراع 29 سبتمبر 1993 بعد مراجعة شاملة لتقارير الاختراع والتأكد من جميع المعلومات لصالح الدكتور روز وغيره من الأطباء المشاركون.